# About Schmidt
About Schmidt és una pel·lícula estatunidenca d'Alexander Payne estrenada el 2002.

## Argument
Warren Schmidt (interpretat per Jack Nicholson), a la seixantena, veu en algunes setmanes la seva vida profundament transformada: es jubila, es comença a preguntar si estima la seva dona, que mor poc temps després, es preocupa per a la seva única filla que es casarà amb un home que detesta i menysprea...

## Repartiment
- Jack Nicholson: Warren Schmidt
- Kathy Bates: Roberta Hertzel
- Hope Davis: Jeannie Schmidt
- Dermot Mulroney: Randall Hertzel
- June Squibb: Helen Schmidt
- Howard Hesseman: Larry Hertzel
- Harry Groener: John Rusk
- Connie Ray: Vicki Rusk
- Len Cariou: Ray Nichols
- Mark Venhuizen: Duncan Hertzel
- Cheryl Hamada: Saundra

## Premis i nominacions

### Premis
- 2003: Globus d'Or al millor actor dramàtic per Jack Nicholson
- 2003: Globus d'Or al millor guió per Alexander Payne i Jim Taylor

### Nominacions
- 2002: Palma d'Or al Festival Internacional de Cinema de Cannes per Alexander Payne
- 2003: Oscar al millor actor per Jack Nicholson
- 2003: Oscar a la millor actriu secundària per Kathy Bates
- 2003: Globus d'Or a la millor pel·lícula dramàtica
- 2003: Globus d'Or al millor director per Alexander Payne
- 2003: Globus d'Or a la millor actriu secundària per Kathy Bates
- 2003: BAFTA al millor actor per Jack Nicholson